# Stijn Depypere
Stijn Depypere (ur. 24 lipca 1991) – belgijski pływak, specjalizujący się głównie w stylu dowolnym.
Brązowy medalista mistrzostw Europy na krótkim basenie z Chartres (2012) w sztafecie 4 x 50 m stylem dowolnym.